# Wikispaces
Wikispaces fue un servicio de alojamiento web gratuito (a veces, llamado una wiki farm) con sede en San Francisco, California.
Lanzado por Tangient LLC el 10 de marzo de 2005, fue comprado por Wikispaces TSL Educación en marzo de 2014. Fue uno de los mayores wiki host, competía con PBworks, Wetpaint, Wikia y Google Sites (anteriormente, JotSpot). Desde el 2010, Wikispaces inició colaboraciones con la plataforma web 2.0 Glogster EDU.[cita requerida]
Los usuarios podían crear fácilmente sus propios wikis. Los wikis gratuitos eran financiados a través de la inserción de discretos anuncios de texto. Había tres planes de uso para Wikispaces:
- Público: Cualquiera podía editar.
- Protegido: Los usuarios registrados podían editar ciertas Wikispaces.
- Totalmente privado: Solo los miembros registrados podían visualizar la Wikispaces. (Era un servicio de pago.)[cita requerida]

Debido a problemas de costos, las salas de clases y los Wikispaces de nivel libre, cerraron el 31 de julio de 2018, mientras que los Wikispaces privados cerraron el 31 de enero de 2019. Los motivos aducidos fueron económicos.

## Recursos
- Creación eficaz y fácil de su propia Wikispace.
- Modo de edición WYSIWYG o Wikitexto puro.
- Número de espacios, los miembros y páginas ilimitadas.
- Soporte para cargar cualquier tipo de archivo.
- Apoyar la integración con blogs.
- Discusión en todas las páginas, como en Wikipedia.
- RSS/Atom para spaces, páginas y discusiones.
- Generaba un archivo zip o tgz para realizar copias de seguridad de sus espacios.